# Rebecca Bossavy
Rebecca Bossavy, née le 7 août 1995 à Bobigny, est une handballeuse française évoluant au poste d'ailier.
Avec l'Issy Paris Hand où elle a été formée, elle est vice-championne de France 2014-2015.
Elle rejoint pour la saison 2016-2017 l'Entente Noisy-le-Grand/Gagny.